# Substation 13
El Substation 13  es un edificio histórico ubicado en Nueva York. 
Se trata de un edificio comercial Beaux Arts que cuenta con cuatro pisos y que fue terminado en 1904. Fue diseñado por Van Vleck & Hunter para Interborough Rapid Transit Company, se encarga de suministrar energía a varias líneas de metro. Su equipo original funcionó hasta 1999, con el tiempo se cambió por los nuevos rectificadores de estado sólido que se encuentran ubicados en el piso de arriba.
Su fachada está revestida de piedra caliza y ladrillo rojo. La base alta rústica, cuenta con dos grandes arcos que contienen puertas de bronce. En el centro hay una abertura rectangular con rejillas de metal. La sección media del edificio está revestida de ladrillo, con dos tramos de ventanas tripartitas en los tramos finales. Ambas levemente empotradas y con bordes de piedra caliza que se curvan hacia adentro. Las ventanas tripartitas en el segundo y tercer piso tienen pilastras y enjutas con paneles de hierro marrón rojizo oscuro y adornos foliados en los paneles centrales. Con el tiempo, algunos de los cristales fueron sustituidos por persianas metálicas. Arriba de las ventanas del tercer piso hay dinteles de piedra caliza con hojas y enredaderas talladas de una manera muy elaborada. Entre estas bahías hay ventanas rectangulares más pequeñas en ambos pisos, con umbrales de piedra y dinteles.
El piso superior está marcado por una hilera de bandas salientes, revestido de ladrillo, con cinco tramos de ventanas en los alrededores de piedra caliza con esquinas superiores redondeadas y con piedras angulares. Alrededor de cada bahía hay grandes ménsulas enrolladas que llevan una cornisa de techo de piedra modulada. 
Por su relevancia está inscrito  en el Registro Nacional de Lugares Históricos desde el 9 de febrero de 2006.

## Ubicación
El Substation 13 se encuentra dentro del condado de Nueva York en las coordenadas 40°45′50″N 73°59′03″O / 40.763889, -73.984167.